# インディペンデンス湖
インディペンデンス湖（インディペンデンスこ、Lake Independence）は、アメリカ合衆国ミシガン州のアッパー半島マーケット郡に位置している。湖の水の流入源は主にイエロードッグ川である。流出は、スペリオル湖に注ぐ非常に短いアイアン川である。
湖はパウエルタウンシップ東部の北緯46度48分20秒西経87度42分17秒に位置し、北西の角にはビッグベイの町がある。
面積は8平方キロメートル。深さは9メートル。